# Сан-Жуан-дел-Рей (микрорегион)

Сан-Жуан-дел-Рей на карте.

Сан-Жуан-дел-Рей (порт. Microrregião de São João del-Rei) — микрорегион в Бразилии, входит в штат Минас-Жерайс. Составная часть мезорегиона Кампу-дас-Вертентис. Население составляет 182 696 человек (на 2010 год). Площадь — 5773,999 км². Плотность населения — 31,64 чел./км².

## Демография
Согласно сведениям, собранным в ходе переписи 2010 г. Национальным институтом географии и статистики (IBGE), население микрорегиона составляет:						
| Полное население                             | Полное население                             | Полное население                             | Полное население                             | 182 696 |
| -------------------------------------------- | -------------------------------------------- | -------------------------------------------- | -------------------------------------------- | ------- |
| в том числе:                                 | Городское население                          | 154 534                                      | Процент городского населения, %              | 84,59   |
|                                              | Сельское население                           | 28 162                                       | Процент сельского населения, %               | 15,41   |
|                                              | Мужское население                            | 89 973                                       | Процент мужского населения, %                | 49,25   |
|                                              | Женское население                            | 92 723                                       | Процент женского населения, %                | 50,75   |
| Плотность населения, чел/км²                 | Плотность населения, чел/км²                 | Плотность населения, чел/км²                 | Плотность населения, чел/км²                 | 31,64   |
| Население микрорегиона в % к населению штата | Население микрорегиона в % к населению штата | Население микрорегиона в % к населению штата | Население микрорегиона в % к населению штата | 0,93    |

## Статистика
- Валовой внутренний продукт на 2003 год составляет 861 994 185,00 реалов (данные: Бразильский институт географии и статистики).
- Валовой внутренний продукт на душу населения на 2003 год составляет 4878,20 реалов (данные: Бразильский институт географии и статистики).
- Индекс развития человеческого потенциала на 2000 год составляет 0,771 (данные: Программа развития ООН).

## Состав микрорегиона
В составе микрорегиона включены следующие муниципалитеты:
1. Консейсан-да-Барра-ди-Минас
2. Коронел-Шавьер-Шавис
3. Дорис-ди-Кампус
4. Лагоа-Дорада
5. Мадри-ди-Деус-ди-Минас
6. Назарену
7. Пьедади-ду-Риу-Гранди
8. Прадус
9. Резенди-Коста
10. Ритаполис
11. Санта-Крус-ди-Минас
12. Сантана-ду-Гарамбеу
13. Сан-Жуан-дел-Рей
14. Сан-Тиагу
15. Тирадентис